# Konrad Bitterli
Konrad Bitterli (* 1960) ist ein Schweizer Historiker, Kurator und Museumsdirektor.

## Leben
Konrad Bitterli hat Anglistik, Kunstgeschichte und Germanistik an der Universität Zürich studiert. Ab 1989 war er als Kurator am Kunstmuseum St. Gallen tätig und ab 2009 als stellvertretender Direktor. Insgesamt arbeitete er 27 Jahre lang für die St. Galler Kunstinstitution und kuratierte dabei zahlreiche Ausstellungen. Seit Juli 2017 ist er Direktor am Kunstmuseum Winterthur und am Museum Oskar Reinhart am Stadtgarten. 2005 wurde Konrad Bitterli mit der Schweizer Ehrenperle Kultur geehrt.